# Stephanie Morton
Stephanie Morton (Adelaida, 28 de noviembre de 1990) es una deportista australiana que compite en ciclismo en la modalidad de pista, especialista en las pruebas de velocidad.
Participó en los Juegos Olímpicos de Río de Janeiro 2016, ocupando el cuarto lugar en la prueba de velocidad por equipos.
Ganó siete medallas en el Campeonato Mundial de Ciclismo en Pista entre los años 2017 y 2020.
En 2014 fue condecorada con la Medalla de la Orden de Australia (OAM).

## Medallero internacional
| Campeonato Mundial | Campeonato Mundial       | Campeonato Mundial | Campeonato Mundial    |
| Año                | Lugar                    | Medalla            | Competición           |
| ------------------ | ------------------------ | ------------------ | --------------------- |
| 2017               | Hong Kong (China)        | Medalla de plata   | Velocidad individual  |
| 2017               | Hong Kong (China)        | Medalla de plata   | Velocidad por equipos |
| 2018               | Apeldoorn (Países Bajos) | Medalla de plata   | Velocidad individual  |
| 2019               | Pruszków (Polonia)       | Medalla de oro     | Velocidad por equipos |
| 2019               | Pruszków (Polonia)       | Medalla de plata   | Velocidad individual  |
| 2020               | Berlín (Alemania)        | Medalla de plata   | Velocidad por equipos |
| 2020               | Berlín (Alemania)        | Medalla de bronce  | Keirin                |